# Pumpherston
Pumpherston est un village situé dans le West Lothian, en Écosse.